# A9.com
A9.com – uruchomiona 14 kwietnia 2004 roku przez sklep internetowy Amazon.com wyszukiwarka internetowa, oparta na technologii Google.
A9 posiada cechy, których brak innym popularnym wyszukiwarkom. Zarejestrowani użytkownicy mogą po zalogowaniu przeglądać historię swoich poszukiwań i odwiedzonych stron. Istnieje również możliwość dodawania zakładek i opisów do wyszukanych linków. Moduł Discover (ang. „odkrywać”), będący jeszcze w fazie testów, prezentuje dodatkowe strony wyszukane na podstawie dotychczasowej aktywności użytkownika.
Dla Internet Explorera udostępniono specjalny pasek (Toolbar), ułatwiający wyszukiwanie i dodawanie własnych notatek. Trwają prace nad udostępnieniem tego rozwiązania dla innych przeglądarek.
A9 wykorzystuje różne wyszukiwarki dla konkretnych poszukiwań:
- Google – wyszukiwanie stron internetowych i grafiki
- Amazon.com – wyszukiwanie w książkach dostępnych w tej księgarni (Search Inside the Book)
- Internet Movie Database – wyszukiwanie filmów (moduł Movies)
- GuruNet – wyszukiwanie w serwisie zawierającym m.in. encyklopedię, słownik i leksykon (References)
- Alexa – informacje na temat wyszukanych stron (m.in. kategoria, popularność strony)

Uaktywnienie poszczególnych modułów powoduje podział okna przeglądarki na pionowe części, dzięki czemu można jednocześnie wyszukiwać informacji na ten sam temat w internecie i np. wśród książek i filmów.
Czasem wyświetlane są również sponsorowane linki z Google AdWords.
Wyszukiwarka budzi również pewne kontrowersje, związane z zapisywaniem całej historii poszukiwań użytkownika (programy szpiegujące) i powiązaniem jej z kontem użytkownika w Amazon.com. Uważa się, że może być to wykorzystywane do przesyłania reklam związanych z zainteresowaniami użytkownika. Istnieje wersja Generic A9, pozbawiona niektórych funkcjonalności, która nie zapisuje żadnych informacji o użytkowniku.